# ولادیسلاو آردزینبا
ولادیسلاو آردزینبا (آبخازی: Владислав Арӡынба؛ ۱۴ مهٔ ۱۹۴۵ – ۴ مارس ۲۰۱۰) یک سیاست‌مدار اهل روسیه بود.